# Vliegtuigcrash Ambachtstraat Loenhout

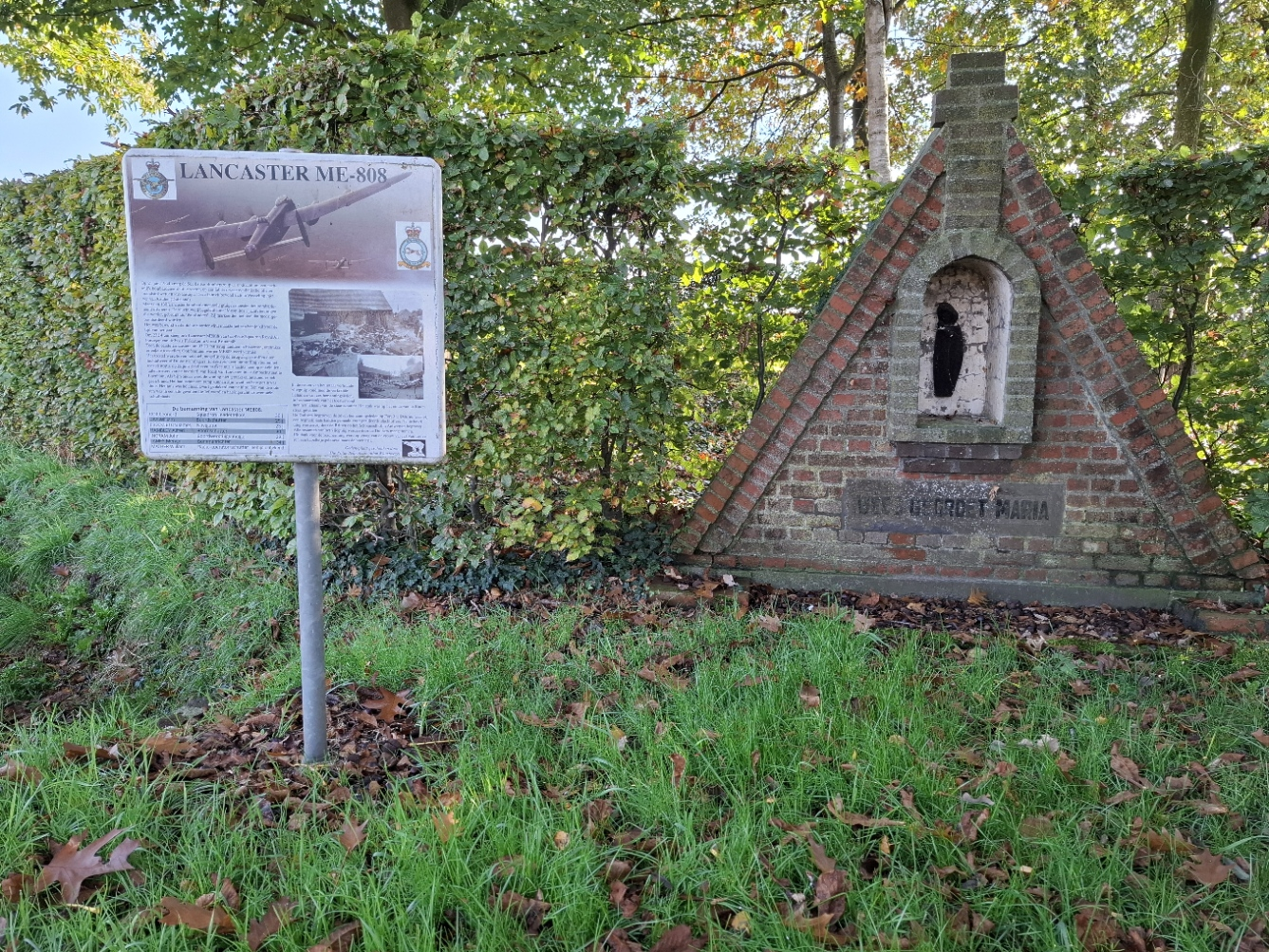
Monument vliegtuigcrash Loenhout

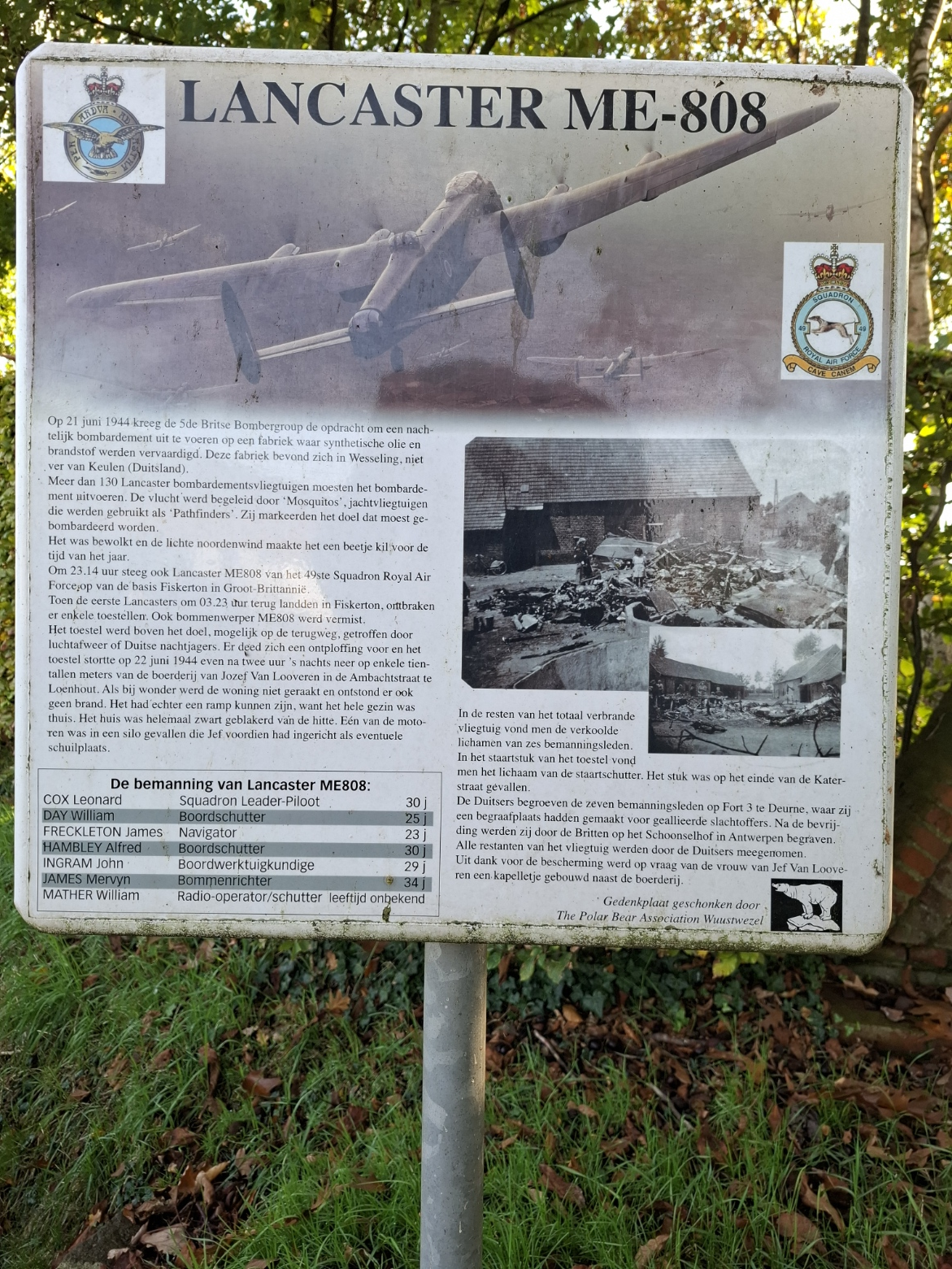
Infobordje bij het monument geschonken door de Polar Bears Association

De vliegtuigcrash in de Ambachtsstraat te Loenhout op 22 juni 1944 betrof een Lancaster ME808 van het 49e Squadron van de Royal Air Force. Deze tragische gebeurtenis vond plaats tijdens een nachtelijke bombardementsmissie naar een fabriek in Wesseling, Duitsland, waar synthetische olie en brandstof werden vervaardigd. Het bombardement werd uitgevoerd door meer dan 130 Lancaster-bommenwerpers, begeleid door Mosquito-jachtvliegtuigen.
Tijdens de terugvlucht werd de Lancaster ME808 geraakt door Duits luchtafweergeschut en nachtjagers. Het toestel werd getroffen en explodeerde kort voor het neerstortte nabij de boerderij van Jozef Van Looveren in de Ambachtstraat, Loenhout. De crash verwoestte de boerderij en liet een brand achter, maar gelukkig was de familie niet thuis op het moment van de crash.

## Bemanning
Bij de crash kwamen alle zeven bemanningsleden van de ME808 om het leven. Hun lichamen werden na de crash door de Duitsers begraven op Fort 3 te Deurne, waar een begraafplaats was ingericht voor geallieerde slachtoffers. Na de bevrijding werden hun lichamen overgebracht naar het Schoonselhof in Antwerpen.
- Squadron Leader Leonard Cox, piloot, 30 jaar
- Sgt William Day, boordschutter, 25 jaar
- F/O James Freckleton, navigator, 23 jaar
- Sgt Alfred Hambley, boordschutter, 30 jaar
- Sgt John Ingram, boordwerktuigkundige, 29 jaar
- F/O Mervyn James, bommenrichter, 34 jaar
- Sgt William Mather, radio-operator/schutter, leeftijd onbekend

## Monument
Ter nagedachtenis aan de bemanning is een gedenkplaat opgericht bij de crashsite, naast een kapelletje dat werd gebouwd door de eigenaresse van de boerderij na de oorlog. De gedenkplaat is een eerbetoon aan de moed van de bemanning die hun leven gaven tijdens hun missie.
Tekst op de gedenkplaat: "Op 21 juni 1944 kreeg de 5de Britse Bombergroup de opdracht om een nachtelijk bombardement uit te voeren op een fabriek waar synthetische olie en brandstof werden vervaardigd. Deze fabriek bevond zich in Wesseling, niet ver van Keulen (Duitsland) [...]"